# مشكلة العمر الكوني
مشكلة العمر الكوني هي مشكلة تاريخية في علم الفلك تتعلق بعمر الكون. وسبب المشكلة هو التناقض الذي ظهر في أوقات مختلفة في القرن العشرين، حيث قدرت بعض أعمار الأجرام في الكون بأنها أقدم من الوقت المنقضي منذ الانفجار العظيم،كما تم تقديرة من قياسات معدل توسع الكون المعروف باسم ثابت هابل.
منذ قرابة عام 1997-2003، يعتقد أن المشكلة قد حلها معظم علماء الكون: فالقياسات الحديثة تقود إلى تقدير دقيق لعمر الكون (أي الوقت منذ الانفجار العظيم) قدرة 13.8 مليار سنة، والتقديرات العمرية الأخيرة لأقدم الأجرام الفلكية هي إما أصغر من ذلك، أو منسجمة مع هذا العمر.

## الحل المحتمل
مشكلة العمر الكوني يعتقد أنها قد حلت نتيجة عدة تطورات بين عامي 1995 و 2003: منها، ماقام بة مرصد هابل الفضائي حيث قاس ثابت هابل عند 72 (كم/ ث) بنسبة شك 10 في المائة. وقياسات تزيح النجوم من قبل المركبة الفضائية هيباركوس في عام 1995 عدلت مسافات العناقيد المغلقة تقريبا بنسبة 5-10 في المئة وهذا جعل نجوم العناقيد أكثر سطوعا مما كان مقدرا سابقا، وبالتالي أصغر سنا، مما أدى إلى تغيير تقديرات أعمارها إلى حوالي 12-13 مليار سنة. وأخيرا، أدى عدد من الرصدات الكونية الجديدة، من عام 1998 إلى عام 2003، بما في ذلك المستعرات الأعظمية، ورصد إشعاع الخلفية الكونية الميكروي، ومسح انزياح المجرات الكبير، إلى قبول الطاقة المظلمة وإنشاء نموذج لامبدا-سدم كنموذج قياسي لعلم الكونيات. ووجود الطاقة المظلمة يعني أن الكون كان يتسع ببطء أكثر في حوالي نصف عمره الحالي من اليوم، مما يجعل الكون أقدم لقيمة معينة من ثابت هابل. مزيج هذة النتائج أعلاه إزالت أساسا التناقض بين أعمار العناقيد المغلقة المقدرة وعمر الكون.
وتقود القياسات الأحدث من مسبار ويلكينسون لقياس اختلاف الموجات الراديوية والمركبة الفضائية بلانك إلى تقدير عمر الكون عند حدود 13.80 بليون سنة مع شك بنسبة 0.3 في المائة فقط (استنادا إلى نموذج لامبدا-سدم القياسي)، والقياسات العمرية الحديثة للعناقيد المغلقة . ولذلك يعتقد أغلبية كبيرة من علماء الكون أن مشكلة العمر قد حلت الآن.